# Marie-Claude Pietragalla
Marie-Claude Pietragalla est une danseuse et chorégraphe française, née le 2 février 1963 à Paris.
Elle est étoile du ballet de l'Opéra national de Paris de 1990 à 1998.

## Biographie

### Famille et formation
Née le 2 février 1963 à Paris d’un père corse originaire de Calvi et d’une mère bordelaise, Marie-Claude Georgette Yvonne Pietragalla commence la danse sur les conseils de sa mère qui souhaite canaliser son énergie,. Son père lui enseigne le goût de l'effort.
À la suite d'un spectacle de Maurice Béjart auquel elle assiste avec ses parents, elle réussit, à 10 ans, le concours d’entrée de l’école de danse du ballet de l'Opéra national de Paris. Claude Bessy qui dirigeait alors l'école de danse, la décrira comme une élève très déterminée avec un fort caractère.[réf. souhaitée]
À 16 ans, elle intègre le corps de ballet de l'Opéra. Elle est nommée quadrille en 1980, puis coryphée en 1981 et sujet en 1982. Elle devient première danseuse en 1988, à 25 ans, sous la direction de Rudolf Noureev.

### Danseuse étoile
Marie-Claude Pietragalla est nommée étoile le 22 décembre 1990, par Patrick Dupond, à l'issue de la représentation de Don Quichotte où elle interprète le rôle de Kitri,,.
Durant cette période, la danseuse va interpréter tous les grands rôles du répertoire comme Odette/Odile dans Le Lac des cygnes, Giselle, La Sylphide, Carmen, La Bayadère et danser avec les plus grands partenaires comme Nicolas Le Riche, Patrick Dupond ou Manuel Legris. Mais en parallèle « Pietra », comme on l’appelle depuis ses débuts à l’école de danse de l’Opéra, s’illustre en danse contemporaine en interprétant les ballets des plus grands chorégraphes comme Maurice Béjart (Le Sacre du printemps, Boléro, Arépo) , Roland Petit (Carmen, Notre-Dame de Paris, Le Jeune Homme et la Mort), Mats Ek (Giselle), Serge Lifar, George Balanchine, Merce Cunningham ou encore Jiří Kylián.

### Chorégraphe
En 1998, à 35 ans et en pleine gloire, Marie-Claude Pietragalla quitte prématurément l'Opéra de Paris pour remplacer Roland Petit à la direction du ballet national de Marseille où elle signe neuf chorégraphies,. Elle approfondit alors son travail de chorégraphe, déjà débuté lorsqu'elle était étoile à l'Opéra de Paris où elle avait créé Triangle infernal et Corsica (1996). Elle y reste cinq ans jusqu'à un conflit avec les danseurs de la compagnie qui obtiennent sa démission.
En 2005, elle fonde sa propre compagnie avec le danseur et chorégraphe Julien Derouault, « le Théâtre du corps Pietragalla–Derouault », d’abord installée à Bagnolet. Ensemble, ils créent de nombreux spectacles souvent inspirés de la littérature. La compagnie est un lieu de rencontre entre danse classique, contemporaine et influences hip-hop comme en témoigne le ballet Marco Polo (2008). Les ballets de Marie-Claude Pietragalla sont souvent décrits comme de grands spectacles populaires,. « Associant la danse, les arts du cirque, le théâtre, la poésie, la vidéo, les musiques actuelles, ses créations s'inscrivent dans une démarche contemporaine prenant en compte la complémentarité des disciplines artistiques. »
Marie-Claude Pietragalla entretient un rapport privilégié avec la chorégraphe Carolyn Carlson, qui crée pour elle les ballets Signes en 1997 (dansé à l'Opéra de Paris) et Don't Look Back en 2000. Elle devient la première danseuse à se produire seule sur la scène de l’Olympia.
Elle souhaite rendre la danse accessible au plus grand nombre. Ainsi, elle déclare « J'essaie de la faire connaître et de la faire aimer. C'est très important pour moi de sortir la danse de son carcan, pour qu'elle ne soit pas réservée à une élite. Le mouvement est le premier langage de l'homme ».
En 2015, sa compagnie « Le Théâtre du corps » quitte Bagnolet pour Alfortville.
En 2018, toujours avec le danseur Julien Derouault, elle ouvre l'école du Théâtre du corps Pietragalla–Derouault toujours à Alfortville, école de danse accessible aux amateurs comme aux professionnels.
Marie-Claude Pietragalla et Julien Derouault dirigent les chorégraphies du clip de Beau Malheur dans lequel Emmanuel Moire, vainqueur de l'émission Danse avec les stars en 2012, chante et danse.

### Vie privée
Marie-Claude Pietragalla partage la vie du danseur et chorégraphe Julien Derouault, avec qui elle a eu une fille prénommée Lola née en 2004,.
En 2011, elle est l'une des marraines de l'association « Le cancer du sein, Parlons-en ! ». En 2018, elle s'engage, avec de nombreux autres artistes, auprès de l'association « Imagyn » dans une campagne de sensibilisation contre les cancers gynécologiques.
Elle soutient l'association de protection des jeunes LGBT Le Refuge.

## Répertoire à l'Opéra de Paris
Marie-Claude Pietragalla a été l'interprète de plusieurs ballets ;
George Balanchine
- Concerto pour violon
- Capriccio, 1996
- Crystal Palace
- Agon, 1989

Maurice Béjart
- Le Sacre du printemps, 1986
- Boléro, 1986
- Life
- Juan y Teresa

Carolyn Carlson
- Signes, 1997
- Don't Look Back, 2000[1].

Mats Ek
- Giselle, rôle de Moyna en 1985 et de Giselle en 1991, 1993, 1995, 1996, 1998

William Forsythe
- In the Middle Somewhat Elevated, 1991 et 1993

John Neumeier
- Songe d'une nuit d'été
- Vaslaw, 1992 et 1998
- Casse-Noisette, 1982, 1985, 1987 et 1994

Rudolf Noureev
- Le Lac des cygnes, 1983, 1984, 1985, 1987 et 1988 — Odette/Odile en 1992
- La Bayadère, 1996 — Nikiya
- Raymonda, 1997 — Raymonda
- Don Quichotte, 1990, 1991, 1998 — Kitri
- Roméo et Juliette, 1995, 1998 — Juliette
- Cendrillon, 2000 — Cendrillon

Roland Petit
- Camera obscura, 1996 — Margot
- Le Jeune Homme et la Mort, 1990, 1993, 1995 et 1996 — La Mort
- Le Rendez-vous — La Mort
- Carmen, 1990, 1992 — Carmen
- Notre-Dame de Paris, 1991 et 1996 — Esmeralda[24]

Serge Lifar
- Suite en blanc
- Mirage

Vaslav Nijinski
- Le Sacre du printemps
- Till Eulenspiegel

Jerome Robbins
- Dancing Party
- In the Night, 1989, 1991, 1992, 1994.
- Dances at a Gathering
- The Four Seasons
- Glass Pieces

## Chorégraphies
Marie-Claude Pietragalla est également l'interprète dans la quasi-totalité des œuvres qu'elle crée en tant que chorégraphe.

### Le Théâtre du corps Pietragalla-Derouault
- Giselle(s), 2023
- Avec le spectacle La Femme qui danse crée en 2019, Marie-Claude Pietragalla fête ses 40 ans de scène au théâtre de la Madeleine à Paris.
- Lorenzaccio, 2017
- Vivant, 2016
- Je t'ai rencontré par hasard, 2014
- Être ou paraître, 2014[5]
- Mr & Mme Rêve est une création expérimentale et conceptuelle de 2013, inspirée de l'oeuvre d'Eugène Ionesco, où la danse et les technologies 3D se rencontrent sur scène, sur une bande-son du DJ Laurent Garnier[25],[10]
- Clowns, 2012
- Les Chaises ?, 2012
- Variations poétiques, 2012
- La Nuit des poètes, 2011
- Le temps brûle, 2010
- La Tentation d'Ève, scène du Palace de Paris, 2010
- Sade ou le Théâtre des fous, 2007
- Marco Polo est un spectacle musical et chorégraphique créé en 2008 et présenté en première mondiale aux Jeux olympiques de Pékin. C'est Pierre Cardin qui propose à Marie-Claude Pietragalla l'idée de cette comédie musicale[26]. Cette création est présentée en France en 2009, au Palais des Congrès[26].
- Conditions humaines, 2006.
- Souviens-toi... est la première création du Théâtre du corps en 2005[27].
- Ivresse, 2005
- Les Noces, 2005
- Le Sacre du printemps, 2005

### Ballet national de Marseille
- Vita, 1999
- L'Âme perdue, 1999
- Sakountala, 2000
- Fleurs d'automne, 2000
- Raymonda (3e acte), 2000
- Giselle, 2000
- Ivresse, 2001
- Illusions d'éternité, 2002
- Don Quichotte, 2003
- Métamorphoses, pour l'école de danse de Marseille, 2003
- Ni Dieu ni maître, 2003

### Opéra de Paris
- Triangle infernal, 1996
- Corsica, 1996[28]
- Boromobile, 1988

### Autres créations
- Enzo, duo créé pour le spectacle du chanteur Christophe lors des Victoires de la musique, 2002[29].
- Chorégraphie du clip Beau Malheur d'Emmanuel Moire (duo avec Fauve Hautot)[17].

## Télévision
En 2012, Marie-Claude Piertragalla rejoint le jury de la troisième saison de l'émission Danse avec les stars (DALS) sur TF1. Elle est le quatrième membre du jury avec Jean-Marc Généreux, Chris Marques et Shy'm (gagnante de la deuxième saison de 2011).
La danseuse étoile remarque et félicite le chanteur Loïc Nottet en tweetant un commentaire positif alors qu'il représente la Belgique à l'Eurovision 2015 avec son titre Rhythm Inside. À la suite de ce commentaire, TF1 sélectionne le chanteur pour l'émission Danse avec les stars,. Pendant la demi-finale, Loïc Nottet et Denitsa Ikonomova dansent avec Marie-Claude Pietragalla Le Lac des cygnes de Tchaïkovski en version danse contemporaine.[pertinence contestée]
- 2012-2016 : Danse avec les stars (membre du jury)[33]
- 2016 : Mongeville (épisode Légende vivante) de René Manzor
- 2018-2020 : Prodiges (membre du jury)[34]
- 2020 : Les bracelets rouges (saison 3)

## Cinéma
- 1988 : Une étoile pour l'exemple de Dominique Delouche.
- 1997 : À Constantin de Laurent Blin
- 2003 : Quand je vois le soleil de Jacques Cortal avec Florent Pagny
- 2011 : Livide de Julien Maury et Alexandre Bustillo – rôle de Jessel
- 2017 : Sahara de Pierre Coré – rôle de Pietra

En 2014, elle est membre du jury du 40e Festival du cinéma américain de Deauville, sous la présidence de Costa-Gavras.

## Théâtre
- 2015 : L'Élixir d'amour de et avec Éric-Emmanuel Schmitt, mise en scène Steve Suissa, théâtre Rive gauche[36],[37],[38]

## Ouvrages
- La Légende de la danse, éditions Flammarion, 1999  (ISBN 978-2-08035-608-6)
- Écrire la danse : de Ronsard à Antonin Artaud, éditions Atlantica, 2001  (ISBN 2-84049-205-9)
- La Femme qui danse, avec Dominique Simonnet, éditions du Seuil, 2008,  (ISBN 978-2-02-068670-9)
- Mademoiselle Rêve et le Pays lumineux, éditions Limonade, 2014  (ISBN 978-2-94052-009-1)
- Le Théâtre du corps, avec Soisic Belin, éditions Plon, 2015  (ISBN 978-2-75090-876-8)
- Étoile - tome 1 En piste !, avec la contribution de Olivia de Dieuleveult et de Kidi Bebey, éditions Michel Lafon, 2018  (ISBN 978-2-74993-577-5)
- Étoile - tome 2 C'est la rentrée, avec la contribution de Olivia de Dieuleveult et de Kidi Bebey, éditions Michel Lafon, 2018  (ISBN 978-2-74993-726-7)
- Étoile - tome 3 Le feu sacré, avec la contribution de Olivia de Dieuleveult et de Kidi Bebey, éditions Michel Lafon, 2018  (ISBN 978-2-74993-827-1)
- Étoile - tome 4 Pas de deux, avec la contribution de Olivia de Dieuleveult et de Kidi Bebey, éditions Michel Lafon, 2019  (ISBN 978-2-74993-982-7)
- Étoile - tome 5 L'envol, avec la contribution de Olivia de Dieuleveult et de Kidi Bebey, éditions Michel Lafon, 2019  (ISBN 978-2-74994-079-3)
- Étoile - tome 6 La consécration, avec la contribution de Olivia de Dieuleveult et de Kidi Bebey, éditions Michel Lafon, 2019  (ISBN 978-2-74994-202-5)

## Récompenses et distinctions

### Prix
- 1984 : premier prix du Concours international de Paris (en duo avec Wilfried Romoli)[39].
- 1989 : prix de l'AROP[40].
- 1998 : entrée au musée Grévin avec Nicolas Le Riche[41].
- 1998 : prix Benois de la danse[42][source insuffisante].
- 1998 : prix Paul-Belmondo[43].
- 1999 : entrée dans Le Petit Larousse, édition 2000[44].
- 2011 : médaille de la ville d’Ajaccio

### Décorations
- Commandeur de l'ordre des Arts et des Lettres par l’arrêté du 31 août 2018[45] (officier de 2011 ; chevalier en 1994).
- Officier de l'ordre national du Mérite, chevalier par décret du 15 novembre 1997 pour ses 16 ans d'activités artistiques[46].
- Officier de la Légion d'honneur en 2019[47], chevalier par décret du 30 janvier 2008 pour ses 28 ans d'activités artistiques et culturelles[48].